# 川崎市立古市場小学校
川崎市立古市場小学校（かわさきしりつ ふるいちばしょうがっこう）は、神奈川県川崎市幸区古市場にある公立小学校。

## 沿革
出典
- 1947年（昭和22年） - 平間小学校から分離し、開校。
- 1989年（平成元年）4月 - 丹波山村立丹波小学校との交流開始[2]。
- 2003年（平成15年）2月 - 新校舎完成。
- 2004年（平成16年）3月 - 新校庭完成。

## 学校教育目標
- 個性輝く豊かな人間性をはぐくみ、主体的に生きる創造力と実践力を持った心身ともに健康な子どもを育てる。

## 通学区域
出典
- 東古市場
- 古市場（1丁目・住居表示未整備地区）

## 進学先中学校
出典
公立中学校に進学する場合
- 川崎市立平間中学校（中原区）

## 周辺
- 地域子育て支援センターふるいちば - 同一敷地内
- 多摩沿線道路
- 多摩川緑地
- 多摩川
- 神奈川県警幸警察署古市場交番

## アクセス
- 「東古市場」バス停下車後、徒歩約720m・約11分。
  - 停車系統は、川崎市営バス「川04」（上平間発の片運行）・「川73」・「川74」・「川75」（上平間行の片運行）の各系統。
- 「下平間住宅前」バス停下車後、徒歩約780m・約12分。
  - 停車系統は、川崎市営バス「川71」・「川81」の各系統。